# Salta
Salta (ejtsd: Szalta) város Argentínában, Buenos Airestől 1600 km-re északnyugatra. Az azonos nevű tartomány fővárosa. Lakossága 535 ezer fő volt 2010-ben.
| Lakosság növekedése 1869-2010 | Lakosság növekedése 1869-2010 | Lakosság növekedése 1869-2010 | Lakosság növekedése 1869-2010 |
| Év                            | Salta                         | Nagy-Salta                    |                               |
| ----------------------------- | ----------------------------- | ----------------------------- | ----------------------------- |
| 1895                          | 28.436                        | -                             |                               |
| 1947                          | 67.403                        | -                             |                               |
| 1970                          | 176.216                       | -                             |                               |
| 1991                          | 367.550                       | 370.904                       |                               |
| 2010                          | 535.303                       | 554.125                       |                               |

Salta, la linda (a szépséges Salta) - így emlegetik a várost az idegenforgalmi prospektusok. Valóban, kevés argentin város dicsekedhet annyi látnivalóval, mint Salta, a város fölé magasodó San Bernardino-hegy pedig pompás hátteret nyújt látványos műemlékeihez. A belváros 1190 méter magasságban fekszik, ami ezen a szélességi fokon kellemessé teszi az éghajlatát.

## Turizmus

### Turisztikai helyszínek
- Museo de Arqueología de Alta Montaña de Salta - régészeti múzeum
- Cerro San Bernardo - A San Bernardo-hegy csúcspontja - nagyszerű látvány a városra. Felvonóval elérhető.
- Catedral de Salta - Catedral Basílica de Salta y Museo Catedralicio - székesegyház és múzeum
- Cabildo de Salta (Actual Museo Histórico del Norte) - történelmi múzeum
- Monumento a la Batalla de Salta - emlékmű
- Monumento a Martín Miguel de Güemes - emlékmű
- Basílica y Convento de San Francisco - bazilika és kolostor
- Convento de San Bernardo - kolostor
- Zona "La Balcarce" (éjjel: klubok, éttermek, diszkók és kocsmák)
- Cerro de la Virgen en barrio tres cerritos (itt emberek gyűlnek össze, hogy imádkozzanak)
- Museo provincial de bellas artes - múzeum
- Mercado artesanal de Salta - kézműves piac
- Museo de Arte Contemporáneo - múzeum
- Museo provincial de bellas artes - szépművészeti múzeum
- Centro comercial (bevásárlóközpont)
- Villa San Lorenzo - Quebrada de San Lorenzo
- Orquesta Sinfónica de Salta y Ballet
- Tren de las nubes (vasút)

### Fiesták, karneválok
- Señor y Virgen del Milagro
- Peregrinación al Señor de Sumalao)
- Fiesta Nacional de la Chicha
- Fiesta Nacional del Tamal
- Fiesta Nacional del Vino Torrontés
- Serenata a Cafayate
- Carnavales salteños
- Paso a la inmortalidad del Martín Miguel de Güemes

## Fordítás
- Ez a szócikk részben vagy egészben  a   Ciudad de Salta című spanyol Wikipédia-szócikk fordításán alapul.  Az eredeti cikk szerkesztőit annak laptörténete sorolja fel. Ez a jelzés csupán a megfogalmazás eredetét és a szerzői jogokat jelzi, nem szolgál a cikkben szereplő információk forrásmegjelöléseként.